# 阿勒泰地区一农场
阿勒泰地区一农场，是中华人民共和国新疆维吾尔自治区阿勒泰地区福海县下辖的一个乡镇级行政单位。

## 行政区划
阿勒泰地区一农场下辖以下地区：
场部、一分场、二分场、三分场、四分场、六分场和七分场。